# 2001: Uma Odisseia no Universo Paralelo
2001: Uma Odisseia no Universo Paralelo é um disco ao vivo de 2001 do músico Lobão produzido pelo próprio cantor, Carlos Trilha e Vinicius Sá

## Músicas
| N.º | Título                                 | Duração |  |
| 1.  | "Universo Paralelo"                    | 5:39    |  |
| 2.  | "A Noite"                              | 4:06    |  |
| 3.  | "Tão Menina"                           | 4:18    |  |
| 4.  | "O Grito"                              | 4:02    |  |
| 5.  | "Decadence Avec Elegance"              | 3:02    |  |
| 6.  | "El Desdichado"                        | 4:40    |  |
| 7.  | "Noite e Dia/Me Chama"                 | 5:32    |  |
| 8.  | "Sozinha Minha"                        | 3:48    |  |
| 9.  | "Lullaby"                              | 3:39    |  |
| 10. | "A Vida é Doce"                        | 5:23    |  |
| 11. | "Panamericana"                         | 3:10    |  |
| 12. | "Samba da Caixa Preta"                 | 3:36    |  |
| 13. | "Mano Caetano"                         | 3:57    |  |
| 14. | "Blá, Blá, Blá, Eu Te Amo (Rádio Blá)" | 3:37    |  |
| 15. | "Vida Bandida"                         | 3:11    |  |

## Banda
- Lobão: voz e guitarra
- Marcelo Granja: baixo
- Alexandre Fonseca: bateria